# Copa EU de 2005
La Copa EU de 2005 es disputà el 9 d'octubre de 2005 a Londres, Anglaterra. Va comptar amb la participació de 10 seleccions nacionals.

## Participants
| Grup A | Grup A    |
| ------ | --------- |
|        | Alemanya  |
|        | Àustria   |
|        | Bèlgica   |
|        | Catalunya |
|        | Israel    |

| Grup B | Grup B        |
| ------ | ------------- |
|        | Anglaterra    |
|        | França        |
|        | Escòcia       |
|        | Països Baixos |
|        | Suècia        |

## Fase Inicial
Llegenda
| Pts = Punts totals PJ = Partits jugats PG = Partits guanyats PE = Partits empatats PP = Partits perduts |  | PF = Punts a favor PC = Punts en contra DP = Diferència de punts (GF-GC) |  |  |

| GRUP A    | Pts | PJ | PG | PE | PP | PF  | PC  | DP   |
| --------- | --- | -- | -- | -- | -- | --- | --- | ---- |
| Bèlgica   | 6   | 4  | 3  | 0  | 1  | 228 | 129 | +99  |
| Alemanya  | 6   | 4  | 3  | 0  | 1  | 200 | 156 | +44  |
| Israel    | 6   | 4  | 3  | 0  | 1  | 156 | 112 | +44  |
| Catalunya | 2   | 4  | 1  | 0  | 3  | 158 | 217 | -59  |
| Àustria   | 0   | 4  | 0  | 0  | 4  | 92  | 220 | -128 |

| 9 d'octubre de 2005 |       |              |                      |
| Israel              | 51-10 | Àustria      | Chiswick RFC Londres |
| [2] 7.7 (51)        |       | [5] 0.5 (10) | Chiswick RFC Londres |

| 9 d'octubre de 2005 |       |               |                      |
| Alemanya            | 59-38 | Catalunya     | Chiswick RFC Londres |
| [22] 5.7 (59)       |       | [24] 2.2 (38) | Chiswick RFC Londres |

| 9 d'octubre de 2005 |      |             |                      |
| Bèlgica             | 62-7 | Àustria     | Chiswick RFC Londres |
| [3] 9.5 (62)        |      | [5] 0.2 (7) | Chiswick RFC Londres |

| 9 d'octubre de 2005 |       |               |                      |
| Israel              | 36-31 | Catalunya     | Chiswick RFC Londres |
| [2] 5.4 (36)        |       | [24] 0.7 (31) | Chiswick RFC Londres |

| 9 d'octubre de 2005 |       |              |                      |
| Catalunya           | 51-45 | Àustria      | Chiswick RFC Londres |
| [24] 4.3 (51)       |       | [5] 6.4 (45) | Chiswick RFC Londres |

| 9 d'octubre de 2005 |       |               |                      |
| Bèlgica             | 77-38 | Catalunya     | Chiswick RFC Londres |
| [3] 12.2 (77)       |       | [24] 2.2 (38) | Chiswick RFC Londres |

| 9 d'octubre de 2005 |       |               |                      |
| Israel              | 38-32 | Bèlgica       | Chiswick RFC Londres |
| [2] 5.6 (38)        |       | [3] 3.11 (32) | Chiswick RFC Londres |

| 9 d'octubre de 2005 |       |              |                      |
| Alemanya            | 39-31 | Israel       | Chiswick RFC Londres |
| [22] 2.5 (39)       |       | [2] 4.5 (31) | Chiswick RFC Londres |

| 9 d'octubre de 2005 |       |              |                      |
| Alemanya            | 56-30 | Àustria      | Chiswick RFC Londres |
| [22] 5.4 (56)       |       | [5] 4.1 (30) | Chiswick RFC Londres |

| 9 d'octubre de 2005 |       |               |                      |
| Bèlgica             | 57-46 | Alemanya      | Chiswick RFC Londres |
| [3] 8.6 (57)        |       | [22] 3.6 (46) | Chiswick RFC Londres |

| GRUP B        | Pts | PJ | PG | PE | PP | PF  | PC  | DP   |
| ------------- | --- | -- | -- | -- | -- | --- | --- | ---- |
| Suècia        | 8   | 4  | 4  | 0  | 0  | 280 | 153 | +127 |
| Anglaterra    | 6   | 4  | 3  | 0  | 1  | 214 | 179 | +35  |
| Països Baixos | 4   | 2  | 2  | 0  | 2  | 212 | 210 | +2   |
| Escòcia       | 2   | 4  | 1  | 0  | 3  | 186 | 252 | -66  |
| França        | 0   | 4  | 0  | 0  | 4  | 176 | 274 | -98  |

| 9 d'octubre de 2005 |       |               |                      |
| Anglaterra          | 66-30 | Països Baixos | Chiswick RFC Londres |
| [22] 7.2 (66)       |       | [8] 3.4 (30)  | Chiswick RFC Londres |

| 9 d'octubre de 2005 |       |               |                      |
| Anglaterra          | 49-40 | França        | Chiswick RFC Londres |
| [22] 4.3 (49)       |       | [30] 1.4 (40) | Chiswick RFC Londres |

| 9 d'octubre de 2005 |       |               |                      |
| Països Baixos       | 74-42 | França        | Chiswick RFC Londres |
| [8] 10.6 (74)       |       | [30] 2.0 (42) | Chiswick RFC Londres |

| 9 d'octubre de 2005 |       |               |                      |
| Suècia              | 68-36 | Anglaterra    | Chiswick RFC Londres |
| [10] 9.4 (68)       |       | [22] 2.2 (36) | Chiswick RFC Londres |

| 9 d'octubre de 2005 |       |               |                      |
| Escòcia             | 70-52 | França        | Chiswick RFC Londres |
| [15] 8.7 (70)       |       | [30] 3.4 (52) | Chiswick RFC Londres |

| 9 d'octubre de 2005 |       |               |                      |
| Suècia              | 81-42 | França        | Chiswick RFC Londres |
| [10] 11.5 (81)      |       | [30] 2.0 (42) | Chiswick RFC Londres |

| 9 d'octubre de 2005 |       |               |                      |
| Suècia              | 73-31 | Escòcia       | Chiswick RFC Londres |
| [10] 10.3 (73)      |       | [15] 2.4 (31) | Chiswick RFC Londres |

| 9 d'octubre de 2005 |       |               |                      |
| Anglaterra          | 63-41 | Escòcia       | Chiswick RFC Londres |
| [22] 6.5 (63)       |       | [15] 4.2 (41) | Chiswick RFC Londres |

| 9 d'octubre de 2005 |       |               |                      |
| Països Baixos       | 64-44 | Escòcia       | Chiswick RFC Londres |
| [8] 8.8 (64)        |       | [15] 4.5 (44) | Chiswick RFC Londres |

| 9 d'octubre de 2005 |       |               |                      |
| Suècia              | 58-44 | Països Baixos | Chiswick RFC Londres |
| [10] 7.6 (58)       |       | [8] 5.6 (44)  | Chiswick RFC Londres |

- Sistema de puntuació: En funció del nombre de jugadors australians dins de cada selecció s'atorga una puntuació de handicap (com menys jugadors australians, més punts de handicap) expressada en el valor entre claudàtors. Separats per un punt hi ha el nombre d'anotacions (=6 punts) i el nombre de behinds (= 1 punt) i entre parèntesis la puntuació final.

## Fase final
|  | Semifinals            | Semifinals            |    |                       | Final                 | Final |
|  |                       |                       |    |                       |                       |       |
|  | 9 d'octubre - Londres |                       |    |                       |                       |       |
|  | Bèlgica               | 35                    |    |                       |                       |       |
|  | Països Baixos         | 20                    |    |                       |                       |       |
|  |                       |                       |    |                       |                       |       |
|  |                       |                       |    |                       | 9 d'octubre - Londres |       |
|  |                       |                       |    |                       | Bèlgica               | 78    |
|  |                       | Suècia                | 37 |                       |                       |       |
|  |                       |                       |    |                       |                       |       |
|  |                       |                       |    |                       |                       |       |
|  |                       |                       |    |                       | Tercer lloc           |       |
|  | 9 d'octubre - Londres | 9 d'octubre - Londres |    | 9 d'octubre - Londres | 9 d'octubre - Londres |       |
|  | Suècia                | 56                    |    | Països Baixos         | 58                    |       |
|  | Alemanya              | 44                    |    |                       | Alemanya              | 37    |

Llocs 6-8
| 9 d'octubre de 2005 |       |              |         |
| Escòcia             | 36-18 | Àustria      | Londres |
| [15] 3.3 (36)       |       | [5] 2.1 (18) | Londres |

| 9 d'octubre de 2005 |       |               |         |
| Catalunya           | 53-44 | França        | Londres |
| [24] 4.5 (53)       |       | [30] 2.2 (44) | Londres |

Semifinals
| 9 d'octubre de 2005 |       |               |         |
| Bèlgica             | 35-20 | Països Baixos | Londres |
| [3] 4.8 (35)        |       | [8] 2.0 (20)  | Londres |

| 9 d'octubre de 2005 |       |               |         |
| Suècia              | 56-44 | Alemanya      | Londres |
| [10] 7.4 (56)       |       | [22] 3.4 (44) | Londres |

3r i 4t llocs
| 9 d'octubre de 2005 |       |               |         |
| Països Baixos       | 58-37 | Alemanya      | Londres |
| [8] 7.8 (58)        |       | [22] 2.3 (37) | Londres |

FINAL
| 9 d'octubre de 2005 |       |               |         |
| Bèlgica             | 78-37 | Suècia        | Londres |
| [3] 12.6 (78)       |       | [10] 4.3 (37) | Londres |

| Bèlgica        |
| Campió Bèlgica |

## Classificació final
| Equip | Equip         |
| ----- | ------------- |
| 1     | Bèlgica       |
| 2     | Suècia        |
| 3     | Països Baixos |
| 4     | Alemanya      |
| 5     | Israel        |
| =     | Anglaterra    |
| 6     | Escòcia       |
| 7     | Catalunya     |
| 8     | França        |
| =     | Àustria       |

- NOTA: Israel i Anglaterra no van jugar el partit final, compartint la cinquena posició. Els quatre darrers llocs es van resoldre amb dos partits directes i compensació.